# Dichiarazione congiunta sino-portoghese
La dichiarazione congiunta sino-portoghese, estensivamente dichiarazione congiunta del governo della Repubblica Popolare Cinese e del governo della Repubblica portoghese sulla questione di Macao (in portoghese: Declaração Conjunta Do Governo Da República Portuguesa e Do Governo Da República Popular Da China Sobre a Questão De Macau, in cinese 中華人民共和國政府和葡萄牙共和國政府關於澳門問題的聯合聲明S), fu un trattato tra il Portogallo e la Repubblica Popolare Cinese sullo status di Macao.
Firmata il 26 marzo 1987, la Dichiarazione stabiliva il processo e le condizioni del trasferimento del territorio dalla dominazione portoghese alla Repubblica Popolare Cinese. La dichiarazione congiunta è stata anche la principale fonte di diritti fondamentali implementati nella legge di base sulla regione amministrativa speciale di Macao. Il processo è stato simile al trasferimento di Hong Kong alla sovranità cinese da parte del Regno Unito nel 1997.

## Sfondo
Nel XVII secolo, il Portogallo aveva stabilito il dominio coloniale su Macao dopo aver ottenuto concessioni da vari governi cinesi. Nel 1887, il Portogallo e la dinastia Qing firmarono il Progetto di verbale sino-portoghese e il Trattato sino-portoghese di Pechino, in cui la Cina cedeva al Portogallo il diritto di "occupazione e governo perpetui di Macao"; al contrario, il Portogallo si è impegnato a chiedere l'approvazione della Cina prima di trasferire Macao in un altro paese. Il dominio coloniale continuò fino al 1974, quando la rivoluzione dei garofani istituì un regime democratico in Portogallo che cercava di porre fine al colonialismo. I colloqui bilaterali tra Cina e Portogallo hanno portato allo status di Macao come territorio cinese sotto l'amministrazione portoghese. Il quadro completo per il trasferimento della sovranità è stato deciso nel 1987 con la dichiarazione congiunta sino-portoghese.

## Disposizioni

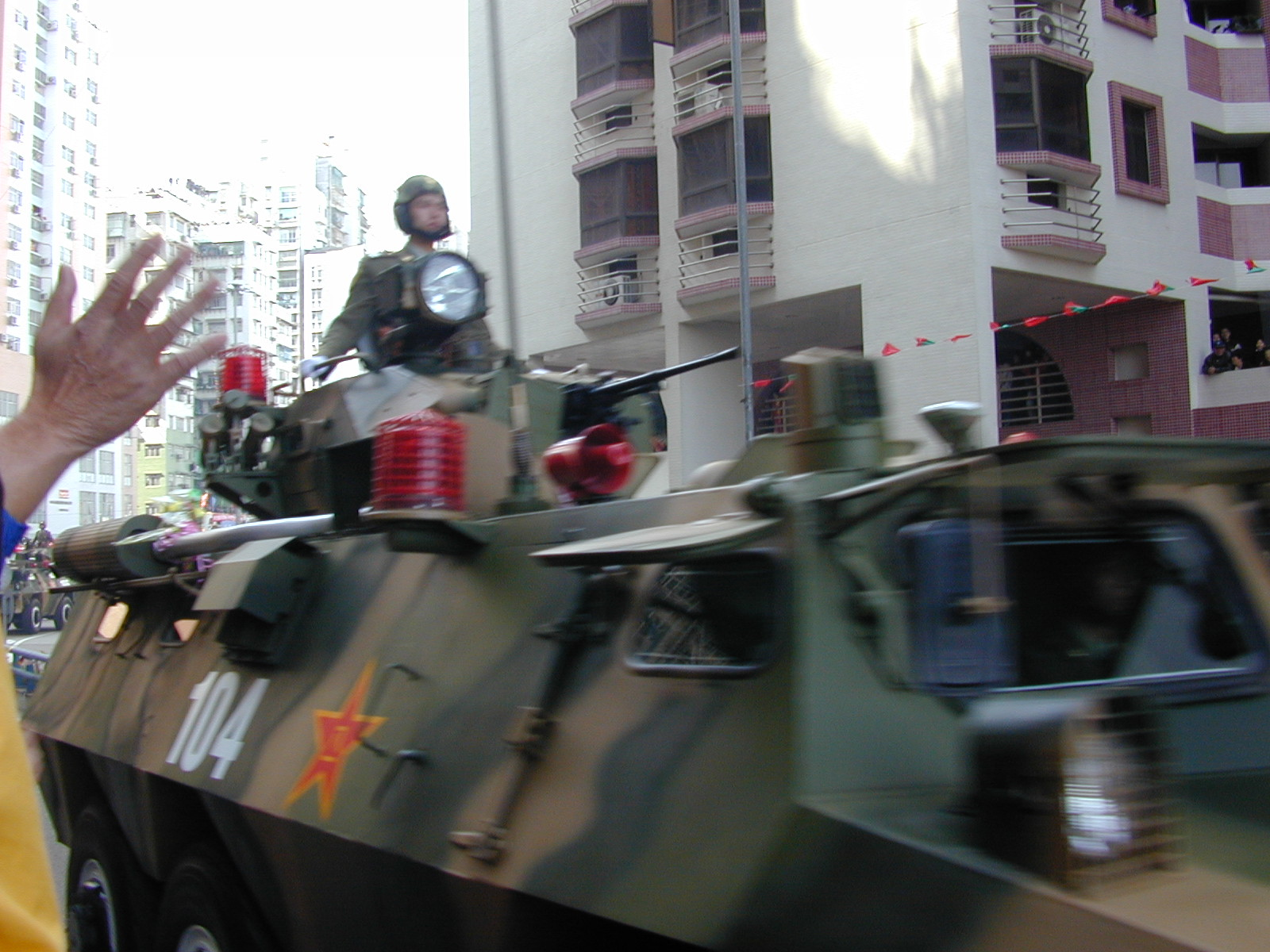
Entrata dell'Esercito Popolare di Liberazione a Macao il 20 dicembre 1999.

La dichiarazione prevedeva che l'amministrazione portoghese si concludesse ufficialmente il 20 dicembre 1999. Sebbene diventasse parte integrante della Repubblica popolare cinese, Macao godrebbe dello status di Regione amministrativa speciale (SAR), con piena autonomia e autogoverno negli affari interni, nella politica economica e nella sicurezza interna. Verrà perseguito il principio costituzionale di "un Paese, due sistemi", esonerando Macao dal sistema socialista e da diverse leggi decretate dal governo centrale di Pechino. Il capitalismo, il sistema legale e la società liberale di cui gode Macao rimarrebbero invariati per almeno 50 anni dopo il trasferimento. Il governo cinese non riscuoterebbe tasse su Macao né emanerebbe leggi relative al governo di Macao. La RAS di Macao godrebbe di un grande grado di autonomia in tutto, tranne che negli affari esteri e nella difesa, che rimarrebbero sotto il controllo cinese. Con il nome di "Macao, Cina", Macao avrebbe il diritto di concludere accordi con il Portogallo e le organizzazioni internazionali per il proprio sviluppo. Il Congresso nazionale del popolo cinese avrebbe emanato una "Legge fondamentale" che formalizzerebbe il rispetto di alcuni principi di base del governo cinese a Macao, ma lasciando intatte le altre aree.